# Éliot Grondin
Éliot Grondin (Sainte-Marie, 19 de abril de 2001) es un deportista canadiense que compite en snowboard, especialista en la prueba de campo a través.
Participó en dos Juegos Olímpicos de Invierno, en los años 2018 y 2022, obteniendo dos medallas en Pekín 2022, plata en la prueba individual y bronce por equipo mixto.
Ganó dos medallas en el Campeonato Mundial de Snowboard, en los años 2021 y 2025.

## Medallero internacional
| Juegos Olímpicos   | Juegos Olímpicos    | Juegos Olímpicos  | Juegos Olímpicos                |
| Año                | Lugar               | Medalla           | Prueba                          |
| ------------------ | ------------------- | ----------------- | ------------------------------- |
| 2022               | Pekín (China)       | Medalla de plata  | Campo a través                  |
| 2022               | Pekín (China)       | Medalla de bronce | Campo a través por equipo mixto |
| Campeonato Mundial |                     |                   |                                 |
| Año                | Lugar               | Medalla           | Prueba                          |
| 2021               | Idre Fjäll (Suecia) | Medalla de bronce | Campo a través                  |
| 2025               | Engadina (Suiza)    | Medalla de oro    | Campo a través                  |